# Earl Cooper
Earl Cooper, född den 2 december 1886 i Broken Bow, Nebraska, död den 22 oktober 1965 i Atwater, Kalifornien, USA, var en amerikansk racerförare.

## Racingkarriär
Cooper var en av 1910 och 1920-talens stora stjärnor inom amerikansk racing, med tre titlar i det nationella mästerskapet; 1913, 1915 och 1917. Cooper tog även pole position i Indianapolis 500 1926, men lyckades aldrig vinna den tävlingen, trots sin status som nationell mästare. Hans bästa resultat i tävlingen kom med en andraplats 1924.